# Institution Massin
L'institution Massin est une école secondaire privée parisienne du XIXe siècle. Elle était située dans l'ancien couvent des Minimes, au no 12 de la rue des Minimes, dans le quartier du Marais. Créée en 1810, elle fut fermée en 1884.

## Le fondateur

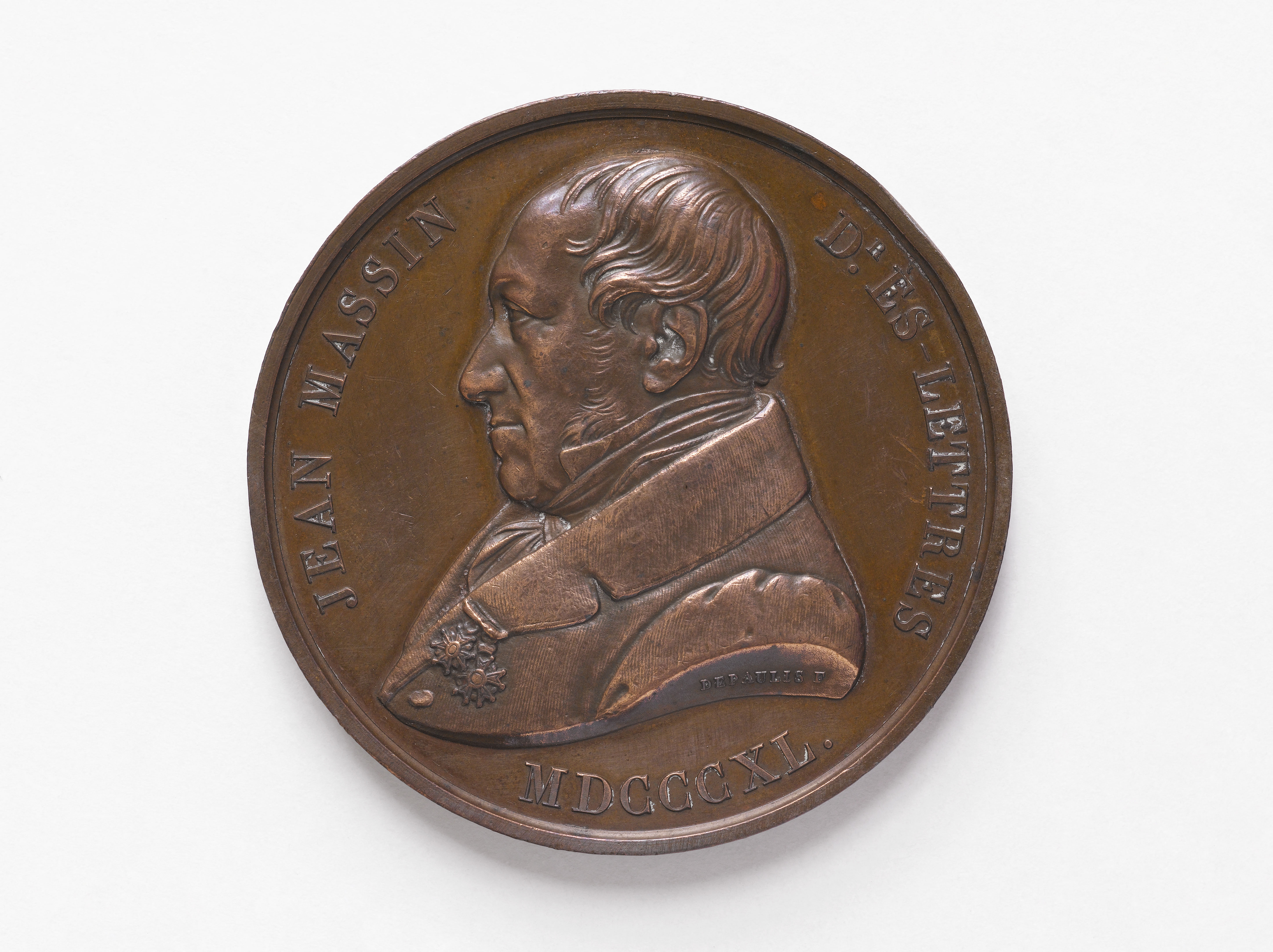
Médaille à l'effigie de Jean Massin (1776-1849), fondateur de l'Institution Massin, remise à l'élève A. Douillet, pour s, ND356

L'institution portait le nom de Jean Massin, né à Langres en 1765. En 1789, Massin émigra pour suivre un jeune seigneur polonais dont il était le précepteur. Il rejoignit par la suite l'armée des émigrés, puis revint en France à la mort du duc d’Enghien. Dénué de ressources, il entra comme maître d'études au collège Sainte-Barbe, où il fut nommé plus tard préfet des études. Lors de la réorganisation des universités, il reçut le grade de docteur ès lettres en récompense de ses services. 
En 1810, Massin quitta Sainte-Barbe pour fonder sa propre institution. L'un de ses élèves, Paul Barbet, né à Tours en 1800, devint à la fois son gendre et son associé. Ayant adopté par décret en 1840 le nom de Paul Barbet-Massin, il hérita de l'établissement lorsque Massin mourut en 1849. En 1858, il fut remplacé par Jean-Jacques Louis Galliot Lesage, agrégé de grammaire depuis 1840 qui enseigna au lycée Charlemagne. Directeur jusqu'à sa mort en 1884, il fut nommé Chevalier de l'ordre de la Légion d'Honneur par le décrêt du 13 août 1866. Son décès entraîna la fermeture de l'institution et ses pensionnaires furent invités à rejoindre l'internat du collège Sainte-Barbe.
Le musée Carnavalet conserve une médaille à l'effigie de Jean Massin, réalisée en 1840 par le graveur Alexis-Joseph Depaulis, qui fut remise à un élève de l'institution Massin ayant remporté un prix au concours général (ND0356).

## L'institution
Selon Francisque Sarcey, qui y fit une grande partie de sa scolarité, l'institution Massin était « réputée pour être une des meilleures de Paris ; elle avait une clientèle fort riche et qui payait bien ». En 1815, soit cinq ans après son ouverture, l'établissement comptait quelque 200 élèves. Ce nombre élevé s'explique en partie par le fait que beaucoup d'élèves du lycée Charlemagne, qui ne possédait pas d'internat, prenaient pension dans l'institution Massin située à proximité. En 1868, les frais de pension et de scolarité à l'institution Massin s'élevaient à 1 200 francs par an ; les élèves qui suivaient en plus les cours du lycée Charlemagne payaient un supplément annuel de 250 francs. Seuls les élèves les moins doués faisaient l'intégralité de leur scolarité à l'institution Massin. 
Selon Matthew Arnold, qui enquêta sur l'éducation dans plusieurs pays d'Europe, les conditions chez Massin étaient sensiblement les mêmes que dans n'importe quel internat de lycée parisien : mêmes salles d'étude, mêmes dortoirs, même préparation aux examens, même présence d'aumôniers pour assurer l'instruction religieuse des élèves catholiques et de pasteurs pour conduire les élèves protestants au temple. L'institution Massin avait toutefois l'avantage de ressembler moins à une caserne qu'un internat de lycée, de sorte qu'un élève venu de province s'y sentait moins perdu et qu'on s'y entassait moins dans les classes ; et Mme Massin était là pour veiller sur les plus jeunes et pour soigner les malades.
Sarcey n'en déplorait pas moins les conditions de travail imposées aux enfants dans ce « trou infâme » où régnait une obscurité telle qu'il en perdit partiellement la vue. À propos de son régime alimentaire, Marcel Schwob ajoute : Sarcey « se levait à cinq heures du matin ; à sept heures et demie, il avalait une assiettée de soupe ; à une heure un quart, il déjeunait ; il goûtait à quatre heures, et soupait à huit. « Vendredi, écrivait-il à sa mère, pour second plat on nous a donné à chacun un hareng ; je m'en suis joliment régalé. Le dimanche nous avons toujours une petite saucisse. » » Sarcey rapporte encore que le chef de l'établissement était renommé pour sa casquette à visière verte, qui avait inspiré aux élèves ce refrain :
As-tu vu la casquette, la casquette,
As-tu vu la casquette du père Massin?

## Quelques professeurs et élèves de l'institution Massin
L'institution accueillait uniquement les garçons. Certains de ses pensionnaires y devinrent professeurs à leur tour.
Professeurs
- Adolphe Blanqui
- Amable Bapaume
- Eugène Cortambert
- Jean-Marie Duhamel
- Frédéric Gustave Eichhoff
- Adolphe Hatzfeld
- Pierre Lachambeaudie

Élèves
- Edmond About
- Félix Arvers
- Clément d'Astanières
- Georges Berger
- Auguste Blanqui
- Polydore Boullay
- Louis Buffet
- Isidore Cahen
- Adolphe-Gustave Chouquet
- Henri Cordier
- Henri Crisafulli
- Ernest Delbet
- Ernest Desmarest
- Fustel de Coulanges
- François Guessard
- Léon Halévy
- Adolphe Hatzfeld
- Alphonse Hyrvoix
- Jules Lagneau
- Ernest Lavisse
- Henri Mondeux
- Désiré Nolen
- Francisque Sarcey
- Jean Richepin
- Alfred de Vergnette de Lamotte